# Dave Thompson (komiker)
 For alternative betydninger, se Dave Thompson. (Se også artikler, som begynder med Dave Thompson)
Dave Thompson er en engelsk standupkomiker og skuespiller. Han er bedst kendt for at spille den lilla teletubby Tinky Winky fra Teletubbies.